# Victoria D. Alexander
Victoria Dean Alexander (* 28. Oktober 1959) ist eine britische Universitätsdozentin (Senior Lecturer) für Kunstsoziologie am Goldsmiths-College der University of London.
Nach ihrem Studium in Princeton und Stanford lehrte sie als außerordentliche Professorin (Associate Professor) für Soziologie im PhD-Programm an der Harvard University. 1996 wurde sie Mitglied der soziologischen Fakultät an der University of Surrey, 2015 wechselte sie an das Goldsmiths-College.
Bekannt geworden ist sie mit ihrem Buch Sociology of Arts, das an die kunstsoziologische Theorie Howard S. Beckers über die Kunstwelten (Art Worlds) anknüpft und sie ausdifferenziert. Dabei untersucht sie das Verhältnis zwischen Kunst und Gesellschaft anhand eines „Cultural Diamond“, der dieses Verhältnis durch die Prismen Kunstproduzenten, Kunstvermittler und Kunstkonsumenten betrachtet. In ihrer soziologischen Analyse verzichtet sie auf eine Differenzierung zwischen hoher und populärer Kunst.
Sie ist Präsidentin der European Sociological Association’s Research Network on the Sociology of the Arts.

## Schriften (Auswahl)
- Museums and Money: The Impact of Funding on Exhibitions, Scholarship, and Management. Indiana University Press. Bloomington, IN 1996.
- Sociology of the Arts: Exploring Fine and Popular Forms. Blackwell, Oxford 2003.
- (mit Marilyn Rueschemeyer) Art and the State: The Visual Arts in Comparative Perspective. Palgrave Macmillan, London 2005.